# Adelaide Saguer
Adelaide Saguer (Lisboa, 1895-1964), foi uma compositora e violoncelista portuguesa. Foi a primeira mulher a registar uma obra em nome próprio na Sociedade Portuguesa de Autores.

## Biografia
Adelaide Guerreiro Saguer, natural de Lisboa, nasceu em 1895 e morreu em 1964. Casou com o compositor Teófilo Saguer, em 1912.
A sua estreia como violoncelista deu-se com a Orquestra Sinfónica, no Teatro Nacional de São Carlos. Em 1928, ao registar uma valsa lenta, tornou-se na primeira mulher a registar uma composição musical em seu nome na Sociedade Portuguesa de Autores.
Ela e o marido eram membros da American Society of Composers, Authors and Publishers.
A crítica do seu tempo considerou-a com uma das melhores violoncelistas da altura.

## Obras Musicais
Compôs: 
- Minueto
- Minueto da Sonata em Ré
- Premier Rêve (valsa lenta) [8]
- Visão do Passado